# طارق قاضی
طارق قاضی (بنگالی: তারিক কাজী؛ زادهٔ ۶ اکتبر ۲۰۰۰) بازیکن فوتبال متولد فنلاند اهل بنگلادش است.
از باشگاه‌هایی که در آن بازی کرده است می‌توان به باشگاه فوتبال ایلوس اشاره کرد.
وی همچنین در تیم‌های ملی فوتبال زیر ۱۹ سال بنگلادش، و بنگلادش بازی کرده است.